# Telemundo
Telemundo («Телему́ндо», с исп. — «телевизионный мир») — вторая по величине испаноязычная телекоммуникационная компания США после своего главного конкурента в испаноязычном сегменте телеаудитории — компании «Унивисьон» (Univision). Аудитория — в основном испаноязычное население США и Пуэрто-Рико. Telemundo в 1980-х и 1990-х занималась дистрибьюцией теленовелл производства TV Globo (Бразилия), чем добилась финансовых успехов и популярности среди телезрителей. «Телемундо» является дочерней компанией «Эн-Би-Си» (NBC), канал «Эн-Би-Си» на 2022 год являлся самым популярным каналом США по общему количеству зрителей.